# Strada spagnola

La strada spagnola. I possedimenti spagnoli in arancio e viola, quelli austriaci in verde. Il cammino principale in rosso e lungo il Reno in blu.

La Strada spagnola (anche menzionata come Strada di Fiandra e Corridoio di Fiandra), fu un percorso via terra utilizzato dal re di Spagna Filippo II per trasferire truppe e rifornimenti durante la guerra degli ottant'anni. L'ostilità del Regno di Francia e dell'Inghilterra rendeva infatti impossibile il passaggio attraverso il canale della Manica fino ai Paesi Bassi spagnoli.
Il Mediterraneo invece era dominato dalle marine dei reami soggetti alla Spagna e su di esso si affacciavano due delle principali basi navali e militari spagnole, cioè Barcellona e Napoli. Da là si imbarcavano i contingenti destinati alle Fiandre e alla Renania, che, dal 1602, sbarcavano nel Marchesato di Finale in Liguria. Poi, per terra, marciavano attraverso il Ducato di Milano, traversavano le Alpi e proseguivano secondo diversi itinerari. Uno era quello dal Colle del Moncenisio attraverso la Savoia, nella Franca Contea e in Lorena, per arrivare fino a Bruxelles passando per territori della Borgogna sotto la sovranità o l'influenza spagnola, come il Lussemburgo, le Fiandre e il Principato vescovile di Liegi. L'altro percorso, denominato corridoio della Valtellina, da Milano proseguiva per Como e la Valtellina e il suo itinerario dalla Liguria era Finale, Milano, Lago di Como, Valtellina, sponda superiore del Lago di Costanza, corso superiore del Reno, Renania, Alsazia, Strasburgo, Olanda (o, se andavano nella Germania centrale od orientale, Lago di Costanza, dove c'è lo spartiacque Reno - Danubio, corso superiore dell'Inn, Vienna, Boemia e Germania centro-orientale).
Tale percorso era necessario perché i territori degli Asburgo di Spagna non confinavano con quelli degli Asburgo d'Austria, per via della separazione fra il Trentino e la Lombardia data dal territorio della Repubblica di Venezia e a causa della non certa disponibilità del terminale fluviale di Mantova. Insomma, il Cammino di Fiandra era l'unica strada veramente sicura.
Tutto il tratto in Italia venne migliorato e protetto da fortificazioni, la più nota delle quali era il Forte di Fuentes, fatte erigere da don Pedro Enríquez de Acevedo, conte di Fuentes, governatore spagnolo di Milano. 
Il cammino venne utilizzato per la prima volta nel 1567 dal duca d'Alba e fu percorso verso sud nel 1629 dall'esercito spagnolo che si recava ad assediare Mantova, passaggio che fu ricordato pure da Alessandro Manzoni ne I promessi sposi.

## Spedizioni
| Spedizioni tra il 1567 ed il 1593 |            |         |          |        |        |
| Anno                              | Capo       | Soldati | Partenza | Arrivo | Giorni |
| 1567                              | Alba       | 10,000  | 20/06    | 15/08  | 56     |
| 1573                              | Acuña      | 5,000   | 04/05    | 15/06  | 42     |
| 1578                              | Figueroa   | 5,000   | 22/02    | 27/03  | 32     |
| 1578                              | Serbelloni | 3,000   | 02/06    | 22/07  | 50     |
| 1582                              | Paz        | 6,000   | 21/06    | 30/07  | 40     |
| 1582                              | Carduini   | 5,000   | 24/07    | 27/08  | 34     |
| 1584                              | Passi      | 5,000   | 26/04    | 18/06  | 54     |
| 1585                              | Bobadilla  | 2,000   | 18/06    | 29/08  | 42     |
| 1587                              | Zúñiga     | 3,000   | 13/09    | 01/11  | 49     |
| 1587                              | Queralt    | 2,000   | 07/10    | 07/12  | 60     |
| 1591                              | Toledo     | 3,000   | 01/08    | 26/09  | 57     |
| 1593                              | Messico    | 3,000   | 02/11    | 31/12  | 60     |